# Toyota 2JZ-GE motor
A Toyota 2JZ-GE motor egy 3,0 literes, hathengeres, négyütemű, turbó benzinmotor a Toyota JZ családból. A motor gyártását a Toyota Motor Corporation végezte a taharai üzemben (Tahara, Aichi, Japán) 1991-től.
A Toyota 2JZ-GE motorban öntöttvas blokk és alumínium hengerfej található, dupla, szíjhajtású vezérműtengelyekkel és hengerenként négy szeleppel (összesen 24). A 2JZ-GE felszereltek egy L típusú elektronikusan vezérelt, többpontos sorrendi befecskendezésű (SFI) rendszert és VVT-i (Intelligens változó szelepvezérlés) rendszert 1996 óta. A furat és a löket mérete 86,0 mm.
A 2JZ-GE motorban hagyományos gázpedál által vezérelt fojtószelep található. A fojtószelep és az üresjárati levegő szabályozása egyetlen egységbe van integrálva. A VVT-i változatban az ETCS-i rendszert (elektronikus gázpedálvezérlő rendszer) alkalmazták. Ebben a rendszerben az ECU (motorvezérlő egység) a vezetési körülményeknek megfelelően számítja ki az optimális fojtószelepnyitást, és egy vezérlőmotort használ a fojtószelep nyitásának vezérléséhez.
Két generációja volt ennek a motornak:
Az első generációja a Toyota 2JZ-GE motornak 10,5:1 tömörítési arányt és mechanikus elosztóval ellátott gyújtási rendszert mutatott, és 1991-től 1996-ig gyártották. Ez a verzió maximális teljesítménye 220 PS-től (162 kW; 217 HP) 230 PS-ig (169 kW; 227 HP) terjedt, a csúcsnyomatéka pedig 279 Nm-től (28,5 kg·m; 205,9 ft·lb) 284 Nm-ig (29 kg·m; 209,6 ft·lb) terjedt.
A második generációban a tömörítési arány 10,5:1 volt, az üzemanyag-befecskendezés pedig a szívó oldali vezérműtengelyen volt VVT-i rendszerrel, valamint 3 gyújtótekerccsel ellátott DIS-3 gyújtási rendszerrel. A 2JZ-GE VVTi motor teljesítménye 215 PS-től (158 kW; 212 HP) 230 PS-ig (169 kW; 227 HP) terjedt, a maximális forgatónyomatéka pedig 294 Nm-től (30,0 kg·m; 217,0 ft·lb) 304 Nm-ig (31,0 kg·m; 224,3 ft·lb) terjedt.